# Arveleg II
En el universo imaginario de J. R. R. Tolkien y en los apéndices de la novela El Señor de los Anillos, Arveleg II es el duodécimo rey de Arthedain. Es hijo de Arvegil y nació en Fornost en el año 1633 de la Tercera Edad del Sol. Tomó el nombre de su bisabuelo, que es sindarin y puede traducirse como «gran rey».
Sucedió a su padre en el año 1743 T. E. Durante su reinado el enemigo de Angmar empieza a agitarse de nuevo, los orcos y los Esterlingas, se reúnen del lado este de las Montañas Nubladas, dispuestos a ocupar de nuevo Carn Dûm.
Muere en el año 1813 T. E. tras 70 años de reinado y 180 de vida. Es sucedido por su hijo Araval.